# Theatro José de Alencar
O Theatro José de Alencar é um teatro brasileiro, localizado na cidade de Fortaleza, no Ceará. É referência artística, turística e arquitetônica no país, além de ser tombado pelo Instituto do Patrimônio Histórico e Artístico Nacional. Enquanto teatro-monumento, conta com seleta programação cênica e diversificada pauta de atividades sócio-culturais e artísticas. Além disso, por meio das construções e equipamentos anexos, é considerado um grande espaço aglutinador de pesquisa, formação, produção e difusão artística.

## História
Foi inaugurado oficialmente em 17 de junho de 1910. Apresenta arquitetura eclética e sala de espetáculo em estilo art nouveau de três andares que comporta 800 lugares. O complexo do Theatro conta ainda com auditório de 120 lugares, foyers, espaço cênico a céu aberto e o prédio anexo, com 2 600 metros quadrados, que sedia seu Centro de Artes Cênicas (CENA), além do Teatro Morro do Ouro; a praça Mestre Pedro Boca Rica, com palco ao ar livre de capacidade para 600 pessoas; a Biblioteca Carlos Câmara; a Galeria Ramos Cotôco, quatro salas de estudos e ensaios; oficinas de cenotécnica, de figurino e de iluminação; o Colégio de Dança do Ceará e o Colégio de Direção Teatral do Instituto Dragão do Mar; a Orquestra de Câmara Eleazar de Carvalho; o Curso Princípios Básicos de Teatro e o grande jardim projetado por Burle Marx.
A peça fundamental do Theatro foi lançada em 1896, no centro da praça Marquês do Herval, hoje Praça José de Alencar, mas o projeto original não foi concretizado. Em 1904, na administração de Nogueira Acioli, foi oficialmente autorizada a construção do Theatro José de Alencar, através da lei n° 768, de 20 de agosto. Em 6 de junho de 1908, as obras oficialmente tiveram início, durando dois anos. O Theatro tem sua estrutura arquitetônica constituída de peças de ferro fundido importadas de Glasgow, na Escócia.
O prédio do complexo que hoje é conhecido como anexo foi incorporado na reforma realizada de 1990.

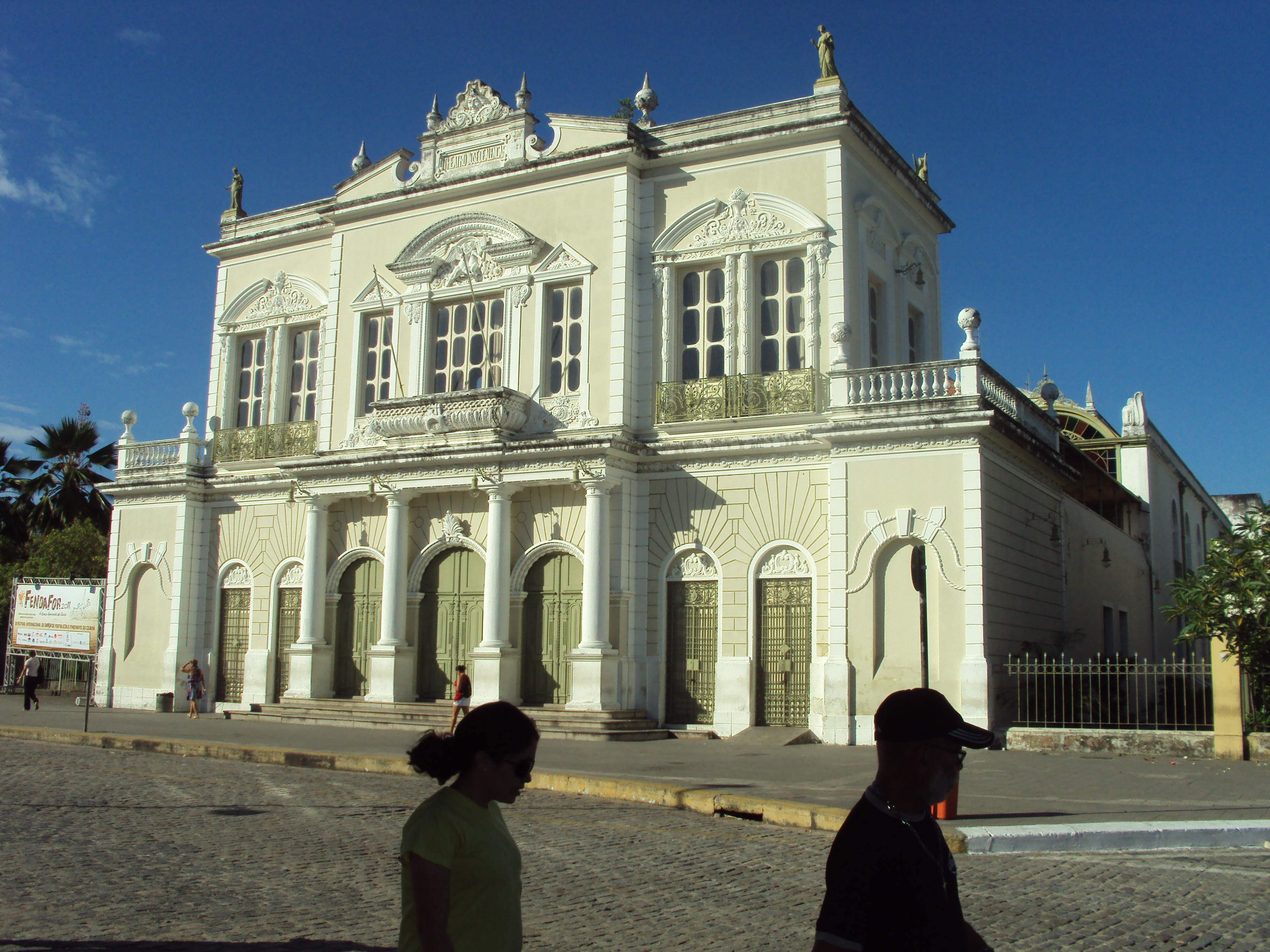
Fachada na rua.
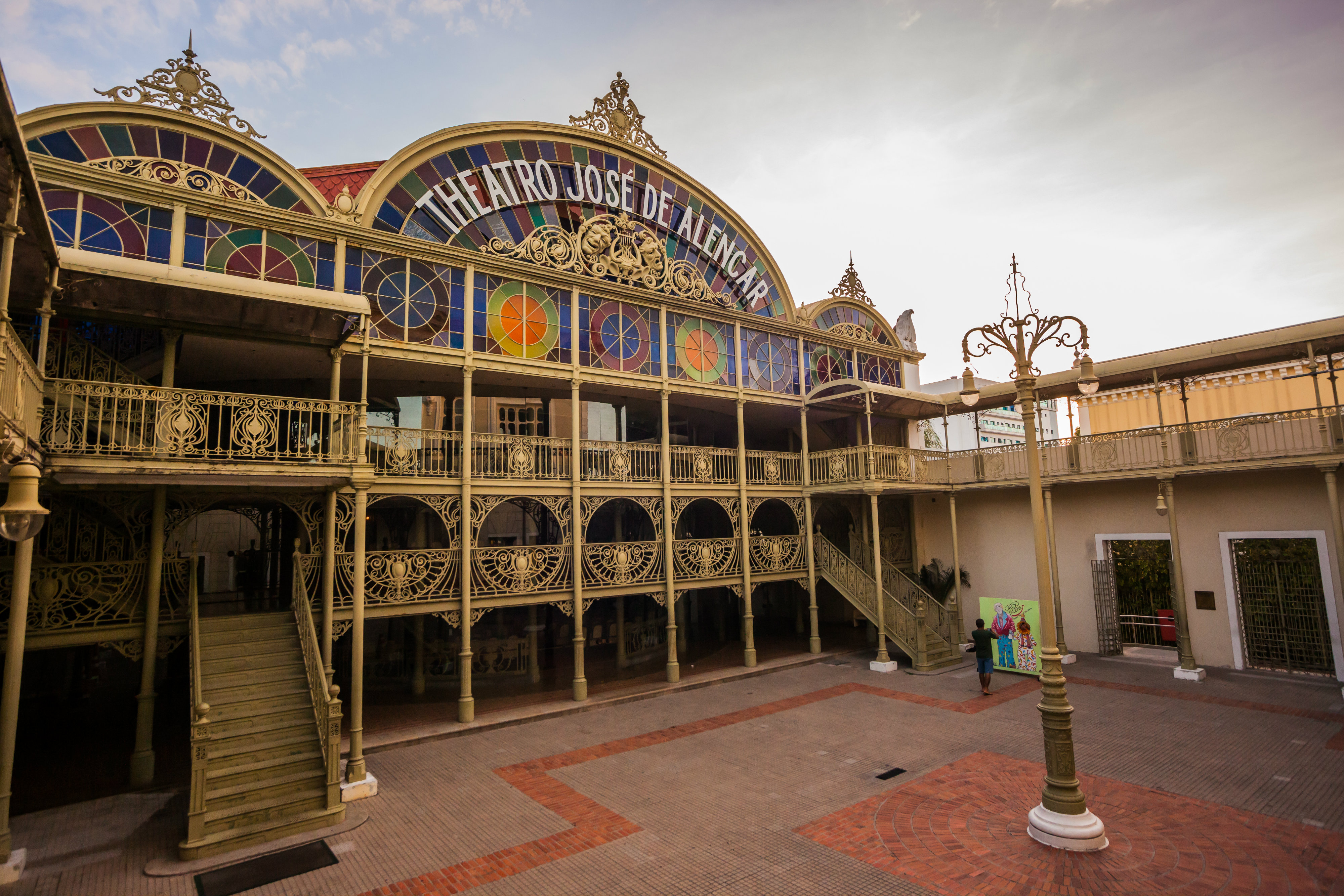
Fachada Interna.
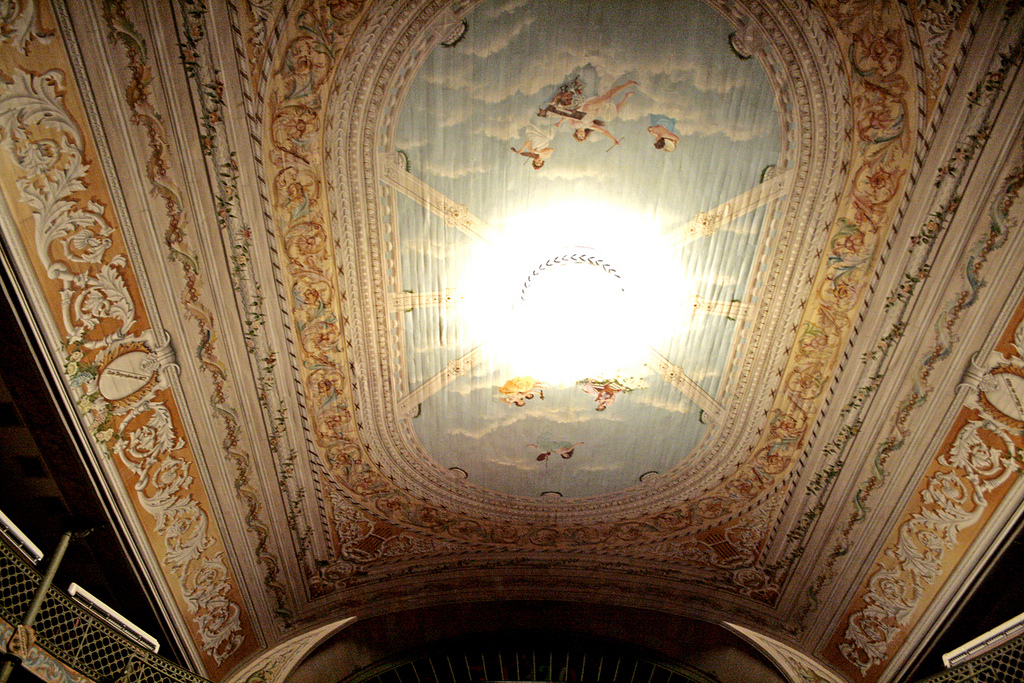
Teto do Teatro.
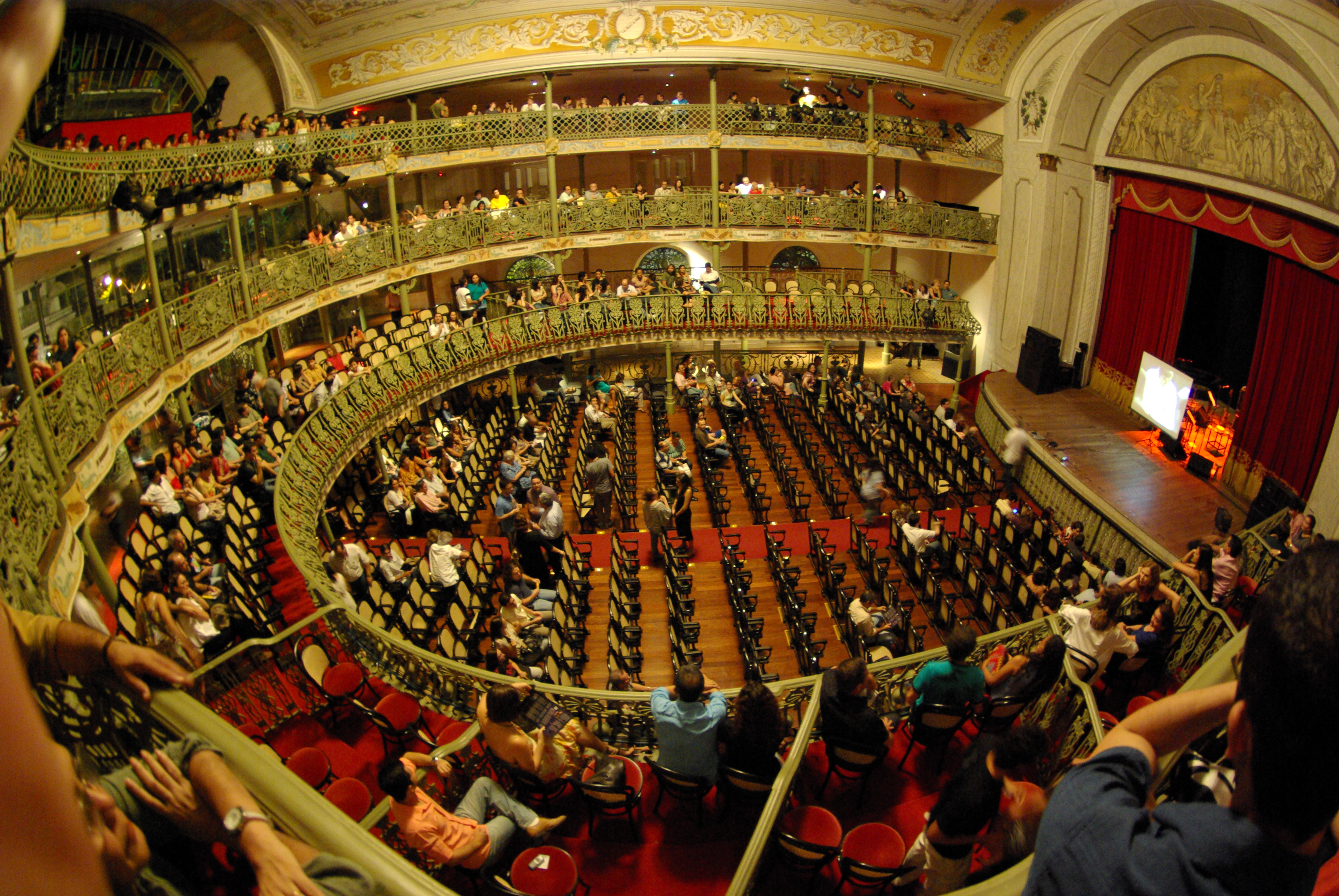
Palco Principal.
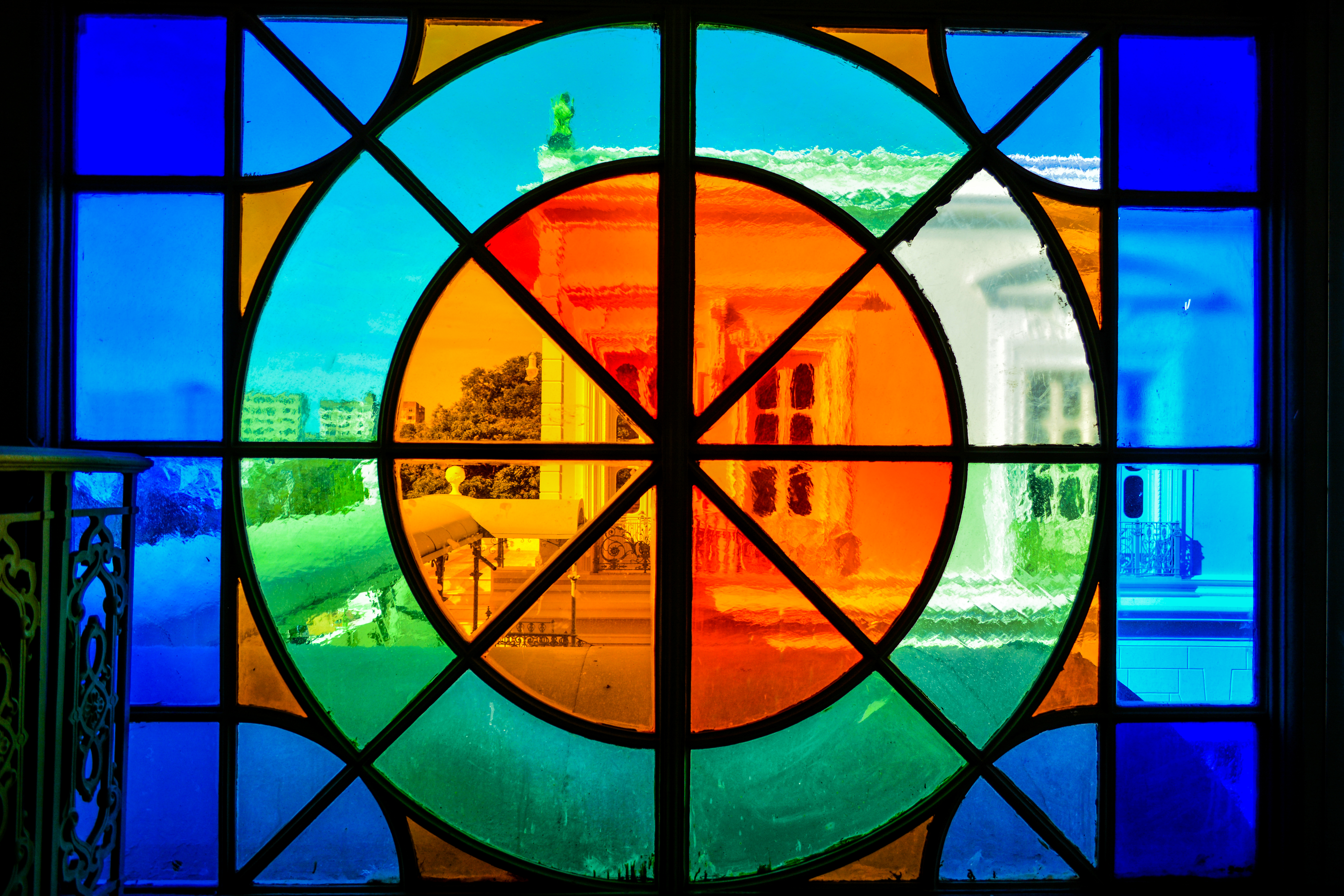
Detalhe de um dos vitrais

No início do século, ao fazer o projeto arquitetônico do Theatro, o capitão Bernardo José de Mello imaginou um teatro-jardim, no qual o pátio central seria uma área verde. 
O local abriga ainda um busto de Delmiro Gouveia, considerado o precursor da industrialização na Região Nordeste do Brasil.
À época, esta parte do projeto não foi implementada. A parte verde e estatuária só foi construída décadas depois da festa de inauguração, na reforma de 1975. Ao invés do pátio central, o jardim ocupa o terreno vizinho ao original do Theatro, na ala leste, em área que já sediou o Quartel de Cavalaria de Fortaleza. O jardim foi projetado por um ícone do paisagismo brasileiro, Burle Marx. Na sua primeira versão, o jardim contava com espelhos d'água e espécies de todo o mundo. Na reforma de 1991, a equipe do paisagista foi convocada a atualizar o projeto, suprimindo os espelhos d'água e espécies não nativas que exigiam manutenção cara e laboriosa, a qual não podia ser oferecida a contento pela administração do Theatro.